# Федорцев
Федорцев — хутор в Каменском районе Ростовской области.
Входит в состав Богдановского сельского поселения.

## География
Расстояние до областного центра города Ростов-на-Дону — 119 км. 

## Население
| 2010 |
| ---- |
| 61   |

## Улицы
На хуторе имеется одна улица: Бригадная.